# Oldfield Thomas
Michael Rogers Oldfield Thomas (21 de fevereiro de 1858 - 16 de junho de 1929) foi um zoólogo britânico. 
Thomas trabalhou no Museu de História Natural, em mamíferos, descrevendo aproximadamente duas mil novas espécies e subespécies nos primeiros tempos. Foi Secretário da oficina do Museu em 1876, sendo transferido para a Secção Zoológica em 1878.
Em 1891 Thomas casou-se com a herdeira de uma fortuna pequena, que lhe proporcionou os recursos financeiros para contratar coleccionistas de mamíferos e apresentar estes espécimenes no museu. Em 1896 quando William Henry Flower tomou cargo da Secção, contratou Richard Lydekker para reestruturar as exibições, permitindo que Thomas se concentrasse nos novos espécimenes.